# Rothneyia insularis
Rothneyia insularis är en stekelart som beskrevs av Joseph Augustine Cushman 1922. Rothneyia insularis ingår i släktet Rothneyia och familjen brokparasitsteklar. Inga underarter finns listade i Catalogue of Life.